# Carlo II Gonzaga
Carlo II Gonzaga ook wel Karel III van Mayenne genoemd (circa 1609 - Cavriana, 30 augustus 1631) was van 1621 tot aan zijn dood hertog van Mayenne. Hij behoorde tot het huis Gonzaga.

## Levensloop
Carlo was de tweede zoon van Carlo I Gonzaga uit diens huwelijk met Catharina, dochter van hertog Karel van Mayenne.
In 1621 erfde hij na de dood van zijn oom Hendrik het hertogdom Mayenne. Een jaar later, na de dood van zijn oudere broer Francesco, werd hij erfprins van de hertogdommen Nevers en Rethel.
Op 25 december 1627 huwde Carlo met Maria Gonzaga (1609-1660), dochter van Francesco IV Gonzaga, hertog van Mantua, en erfgename van haar oom Vincenzo II Gonzaga, die op de dag van de bruiloft overleed. Via het huwelijk wilde Vincenzo de opvolging in het hertogdom Mantua verzekeren. Het kwam echter tot de Mantuaanse Successieoorlog, waarbij Carlo I Gonzaga, de vader van Carlo II, gesteund werd door Frankrijk. Zijn vader won deze oorlog uiteindelijk in 1631 en kon hierdoor hertog van Mantua worden.
Carlo II zou nooit hertog van Mantua worden. Hij overleed in november 1631 op 22-jarige leeftijd, zes jaar voor zijn vader. Zijn jongere broer Ferdinand erfde het hertogdom Mayenne.

## Nakomelingen
Carlo en zijn echtgenote Maria Gonzaga kregen drie kinderen:
- Maria, jong gestorven
- Carlo III Gonzaga (1629-1665), hertog van Mantua
- Eleonora (1630-1686), huwde in 1651 met keizer Ferdinand III